# Kommando de Brunswick-magasins de l'armée
Le Kommando extérieur de Brunswick-magasins de l'armée (Truppenwirtschaftslager) est une unité de travail forcé dépendant du camp de concentration de Neuengamme et affectée à la construction de bureaux.

## Création
Une dizaine d'hommes du camp de Neuengamme sont affectés par la SS, du 25 mars au 5 juin 1944, à la construction de bureaux pour les magasins de l'armée.
Le camp est placé sous la responsabilité du SS-Hauptsturmführer Schöckel,.

## Dissolution
Début juin 1944, une fois le travail terminé, les détenus sont transférés au Kommando extérieur de Warberg,.